# Wylewa (gromada)
Wylewa – dawna gromada, czyli najmniejsza jednostka podziału terytorialnego Polskiej Rzeczypospolitej Ludowej w latach 1954–1972.
Gromady, z gromadzkimi radami narodowymi (GRN) jako organami władzy najniższego stopnia na wsi, funkcjonowały od reformy reorganizującej administrację wiejską przeprowadzonej jesienią 1954 do momentu ich zniesienia z dniem 1 stycznia 1973, tym samym wypierając organizację gminną w latach 1954–1972.
Gromadę Wylewa z siedzibą GRN w Wylewie utworzono – jako jedną z 8759 gromad na obszarze Polski – w powiecie jarosławskim w woj. rzeszowskim na mocy uchwały nr 21/54 WRN w Rzeszowie z dnia 5 października 1954. W skład jednostki weszły obszary dotychczasowych gromad Wylewa, Rudka i Pigany ze zniesionej gminy Sieniawa w powiecie jarosławskim oraz przysiółek Kępa z dotychczasowej gromady Głogowiec ze zniesionej gminy Tryńcza w powiecie przeworskim w tymże województwie. Dla gromady ustalono 19 członków gromadzkiej rady narodowej.
29 lutego 1956 do gromady Wylewa włączono przysiółki Paluchy i Kotowskie o pow. 609,23 ha z gromady Piskorowice w powiecie leżajskim w tymże województwie.
1 stycznia 1960 gromadę zniesiono, włączając jej obszar do nowo utworzonej gromady Sieniawa w tymże powiecie.